# Vieux-Rouen-sur-Bresle
Vieux-Rouen-sur-Bresle é uma comuna francesa na região administrativa da Normandia, no departamento de Sena Marítimo. Estende-se por uma área de 14,85 km². Em 2010 a comuna tinha 565 habitantes (densidade: 38 hab./km²).